# 15-Sai: Gakko IV
Série
Gakko III
(1998)
Pour plus de détails, voir Fiche technique et Distribution.
15-sai: Gakko IV (十五才 学校ＩＶ) est un film japonais réalisé par Yōji Yamada, sorti en 2000.

## Synopsis
Daisuke Kawashima, 15 ans, décide d'aller voir un cèdre vieux de 7000 ans sur Yaku-shima. Sur sa route, il croise des personnages hauts en couleur.

## Fiche technique
- Titre : 15-sai: Gakko IV
- Titre original : 十五才 学校ＩＶ
- Réalisation : Yōji Yamada
- Scénario : Yoshitaka Asama, Emiko Hiramatsu et Yōji Yamada
- Musique : Isao Tomita
- Photographie : Mutsuo Naganuma
- Montage : Iwao Ishii
- Production : Shigehiro Nakagawa
- Société de production : Hakuhodo, Kadokawa Shoten, Nippon Television Network, Shōchiku et Sumitomo Corporation
- Pays :  Japon
- Genre : Drame et road movie
- Durée : 120 minutes
- Dates de sortie : 
  -  Japon : 11 novembre 2000

## Distribution
- Yūta Kanai : Daisuke Kawashima
- Hidekazu Akai : Yasu Sasaki
- Rei Asami : Sumire Oba
- Nenji Kobayashi : le père de Daisuke
- Yōko Akino : la mère
- Tetsurō Tanba : Tetsuo Hata

## Distinctions
Le film a été nommé pour onze Japan Academy Prizes et a remporté celui du meilleur espoir pour Yūta Kanai.